# 谢尔盖·列昂诺夫
谢尔盖·德米特里耶维奇·列昂诺夫（羅馬化：Sergey Dmitriyevich Leonov；1983年5月9日—）是俄羅斯政治家，俄罗斯自由民主党籍政治人物。2021年，他在罗斯拉夫尔选区当选成为第八届国家杜马议员。
列昂诺夫于2022年因俄乌战争而受到英国政府制裁。
2022年4月20日，在俄乌战争期间，他提议强行从乌克兰战俘身上抽血。